# Hành Trung
Hành Trung là một xã thuộc huyện Nghĩa Hành, tỉnh Quảng Ngãi, Việt Nam.
Xã Hành Trung có diện tích 8,31 km², dân số năm 1999 là 8617 người, mật độ dân số đạt 1037 người/km².